# Champrenault
Champrenault är en kommun i departementet Côte-d'Or i regionen Bourgogne-Franche-Comté i östra Frankrike. Kommunen ligger i kantonen Vitteaux som tillhör arrondissementet Montbard. År 2022 hade Champrenault 37 invånare.

## Befolkningsutveckling
Antalet invånare i kommunen Champrenault
Referens:INSEE